# West Stockbridge (Massachusetts)
West Stockbridge é uma vila localizada no condado de Berkshire no estado estadounidense de Massachusetts. No Censo de 2010 tinha uma população de 1.306 habitantes e uma densidade populacional de 26,99 pessoas por km².

## Geografia
West Stockbridge encontra-se localizado nas coordenadas 42° 18′ 44″ N, 73° 23′ 16″ O. Segundo o Departamento do Censo dos Estados Unidos, West Stockbridge tem uma superfície total de 48.39 km², da qual 47.8 km² correspondem a terra firme e (1.23%) 0.6 km² é água.

## Demografia
Segundo o censo de 2010, tinha 1.306 pessoas residindo em West Stockbridge. A densidade populacional era de 26,99 hab./km². Dos 1.306 habitantes, West Stockbridge estava composto pelo 96.02% brancos, o 1.15% eram afroamericanos, o 0% eram amerindios, o 1.38% eram asiáticos, o 0% eram insulares do Pacífico, o 0.38% eram de outras raças e o 1.07% pertenciam a duas ou mais raças. Do total da população o 0.92% eram hispanos ou latinos de qualquer raça.